# Vse rože sveta
Chansons représentant la Yougoslavie au Concours Eurovision de la chanson
Brez besed
(1966) Jedan dan
(1968)
Vse rože sveta (« Toutes les fleurs du monde ») est une chanson interprétée par le chanteur yougoslave slovène Lado Leskovar, sortie en 45 tours en 1967. 
C'est la chanson représentant la Yougoslavie au Concours Eurovision de la chanson 1967.

## À l'Eurovision

### Sélection
Le 19 février 1967, la chanson Vse rože sveta, interprétée par Lado Leskovar, est sélectionnée en remportant la finale nationale yougoslave Pjesma Eurovizije 1967, pour représenter la Yougoslavie au Concours Eurovision de la chanson 1967 le 8 avril à Vienne.

### À Vienne
La chanson est intégralement interprétée en slovène, l'une des langues officielles de la Yougoslavie, comme l'impose la règle de 1966 à 1972. L'orchestre est dirigé par Mario Rijavec.
Vse rože sveta est la quinzième chanson interprétée lors de la soirée du concours, suivant Boum-Badaboum de Minouche Barelli pour Monaco et précédant Non andare più lontano de Claudio Villa pour l'Italie.
À l'issue du vote, elle obtient 7 points, se classant 8e — à égalité avec Anouschka d'Inge Brück pour l'Allemagne et Som en dröm d'Östen Warnerbring pour la Suède — sur 18 chansons,.

## Liste des titres
| A1. | Vse rože sveta                                    | Milan Lindič, Urban Koder        |  |
| A2. | Orly                                              | Milan Lindič, Gilbert Bécaud     |  |
| B1. | Potraži me u predgrađu                            | Dragutin Britvić, Zdenko Runjić  |  |
| B2. | Jokal bom na dežju (J'irai pleurer sous la pluie) | Lado Leskovar, Howard Greenfield |  |

## Historique de sortie
| Pays        | Date | Format      | Label   |
| ----------- | ---- | ----------- | ------- |
| Yougoslavie | 1967 | EP 45 tours | PGP RTB |